# Cremnodes nigripes
Cremnodes nigripes är en stekelart som först beskrevs av William Harris Ashmead 1902.  Cremnodes nigripes ingår i släktet Cremnodes och familjen brokparasitsteklar. Inga underarter finns listade i Catalogue of Life.